# Carlos Prates
Carlos Augusto Monteiro Prates (Taubate, Sao Paulo; 17 de agosto de 1993) es un artista marcial mixto brasileño que compite en la división de Peso Welter de Ultimate Fighting Championship (UFC). Desde el 12 de noviembre de 2024 está en la posición #13 del ranking de peso welter.

## Primeros años
Carlos Prates nace el 17 de agosto de 1993 en Taubaté, Brasil. Comienza su carrera deportiva en su equipo Vale Top Team, trabajando en las MMA y el Kickboxing, sin embargo al obtener un par de derrotas, decide mudarse a Tailandia con el objetivo de prácticar Muay Thai.
Prates se mantuvo en el país durante 6 años, donde tuvo que pelear regularmente para mantenerse, durante este tiempo peleo una cantidad de 103 peleas. No hay fuentes confiables para respaldar estas peleas y no son consideradas para su récord profesional.

## Carrera de artes marciales mixtas
Prates hizo su debut profesional en 2012, durante los combates que compitió en Brasil registro un récord de 5 victorias y 4 derrotas registrando una etapa inicial muy irregular, que Prates da su responsabilidad a luchar en un peso inadecuado para él. Luego de esta etapa en su país natal, emprende su viaje a Tailandia, donde Prates asegura que fue un giro abrupto en su carrera, ganando mucha experiencia y seguridad.

### Chin Woo Men
Prates tiene su primer combate profesional de MMA fuera de Brasil, el 6 de noviembre de 2016, donde se enfrenta a Jiming Sun, a quien derrota por sumisión en el primer asalto.
Su siguiente combate es contra Mikhail Romanchuk el 7 de enero de 2017, Prates sufre una derrota por nocaut técnico en el primer asalto.
Prates se enfrenta a Jiang Tao el 7 de abril de 2017, a quien derrota por nocaut técnico en el segundo asalto.
Carlos Prates se enfrenta a Kuerbanjiang Tuluosibake el 14 de diciembre de 2018, esta vez por la promotora china WLF W.A.R.S, a quien derrota por nocaut técnico en el primer asalto.

### ONE Championship
Prates comienza a participar en la promotora singapurense ONE Championship, donde comienza a tener más popularidad, aqui tiene 3 combates. El 25 de abril de 2019, se enfrenta a Gunther Kalunda Ngunza en "ONE Warrior Series 5", a quien derrota por nocaut técnico en el segundo asalto, su próximo combate es el 20 de junio de 2019, donde se enfrenta a Gadjimurad Abdulaev, donde obtiene una derrota por decisión unánime.
Su ultimo combate en ONE Championship da lugar el 4 de diciembre de 2019 en contra de Joseph Luciano, a quien derrota por decisión unánime.

#### Vuelta a Brasil
Prates vuelve a competir en Brasil en la promotora Standout Fighting Tournament (SFT). Su primer combate es el 18 de diciembre de 2021 en el evento "SFT 32", donde se enfrenta a Alan Silva, a quien derrota por nocaut técnico en el primer asalto.
El 4 de junio de 2022 se enfrenta a Taffarel Brasil en "SFT 35", a quien derrota por nocaut técnico en el segundo asalto.
El 3 de septiembre de 2022 se enfrenta a Charles Oliveira en "SFT 37" por el título vacante de Peso Welter de la promotora, a quien derrota por nocaut técnico en el primer asalto, consagrándose campeón de la división.
Carlos Prates tiene otros dos combates en Brasil, esta vez en la promotora, también brasileña, Legacy Fighting Alliance (LFA). El primer combate se realiza el 4 de noviembre de 2022 en contra de Moacir Rocha, a quien derrota por nocaut técnico en el primer asalto.
Su segundo y ultimo combate en la compañía, se realiza el 10 de marzo de 2023 y se enfrenta a Eduardo Ramon, a quien derrota por nocaut técnico en el primer asalto.

### Dana White's Contender Series
Carlos Prates consigue su oportunidad en el Dana White's Contender Series el 29 de agosto de 2023 en la Semana 4, donde se enfrenta a Mitch Ramirez y lo derrota por nocaut técnico en el segundo asalto, consiguiendo su contrato con Ultimate Fighting Championship (UFC).

### Ultimate Fighting Championship (UFC)
Tras su victoria en el Dana White's Contender Series, Prates llega a la UFC con un récord de 17 victorias y 6 derrotas. Su debut en la compañía se da el 10 de febrero de 2024 y se enfrenta a Trevin Giles en el "UFC Fight Night: Hermansson vs. Pyfer", a quien derrota por nocaut técnico en el segundo asalto, consiguiendo un bono por Actuación de la Noche.
El 8 de junio de 2024 en "UFC Fight Night: Cannonier vs. Imavov" se enfrenta a Charles Radtke, a quien derrota por nocaut técnico en el primer asalto, consiguiendo su segundo bono por Actuación de la Noche.
El 17 de agosto de 2024 en el evento UFC 305 se enfrenta a Jingliang Li, a quien derrota por nocaut técnico en el segundo asalto, consiguiendo su tercer bono por Actuación de la Noche en la compañía.
El 9 de noviembre de 2024 Prates participa en su primera pelea estelar, en el evento "UFC Fight Night: Magny vs. Prates", donde se enfrenta a Neil Magny, a quien derrota por nocaut técnico en el primer asalto, consiguiendo su cuarto bono por Actuación de la Noche y el cuarto consecutivo. Con esta victoria Prates entra en el ranking de Peso Welter de la división.
Prates estaba programado para pelear con Geoff Neal el 12 de abril de 2025 pero Neal se retira del combate, en su reemplazo entra Ian Machado Garry, pero la pelea se pospone 2 semanas más, para el 26 de abril de 2025 en el evento "UFC Fight Night: Machado Garry vs. Prates", Prates obtiene su primera derrota en la compañía en contra de Ian Garry por decisión unánime.
El 16 de agosto de 2025 en UFC 319: Du Plessis vs. Chimaev. Prates se enfrenta a Geoff Neal, a quien derrota por nocaut en el primer asalto, lo que lo hace merecedor de su quinto bono por Actuación de la Noche.

## Campeonatos y logros
- Ultimate Fighting Championship
  - Actuación de la Noche (cinco veces) vs. Trevin Giles, Charles Radtke, Jingliang Li, Neil Magny y Geoff Neal.[18][19][20][21][22]
- Standout Fighting Tournament
  - Campeón Peso Welter de SFT

## Récord en artes marciales mixtas
| Récord profesional | Récord profesional | Récord profesional |
| 28 peleas          | 21 victorias       | 7 derrotas         |
| ------------------ | ------------------ | ------------------ |
| Nocaut             | 16                 | 2                  |
| Sumisión           | 3                  | 3                  |
| Decisión           | 2                  | 2                  |

| Resultado | Récord | Oponente                 | Método                           | Evento                                | Fecha                    | Ronda | Tiempo | Localización          | Notas                                     |
| --------- | ------ | ------------------------ | -------------------------------- | ------------------------------------- | ------------------------ | ----- | ------ | --------------------- | ----------------------------------------- |
| Victoria  | 22–7   | Geoff Neal               | KO (codazo giratorio)            | UFC 319                               | 16 de agosto de 2025     | 1     | 4:59   | Chicago, Illinois     | Actuación de la Noche.                    |
| Derrota   | 21–7   | Ian Garry                | Decisión (unánime)               | UFC on ESPN: Machado Garry vs. Prates | 26 de abril de 2025      | 3     | 5:00   | Kansas City, Missouri |                                           |
| Victoria  | 21–6   | Neil Magny               | KO (puñetazo)                    | UFC Fight Night: Magny vs. Prates     | 9 de noviembre de 2024   | 1     | 4:50   | Las Vegas, Nevada     | Actuación de la Noche.                    |
| Victoria  | 20–6   | Li Jingliang             | KO (golpes)                      | UFC 305                               | 17 de agosto de 2024     | 2     | 4:02   | Perth, Australia      | Actuación de la Noche.                    |
| Victoria  | 19–6   | Charles Radtke           | KO (rodillazo al cuerpo)         | UFC on ESPN: Cannonier vs. Imavov     | 8 de junio de 2024       | 1     | 4:47   | Louisville, Kentucky  | Actuación de la Noche.                    |
| Victoria  | 18–6   | Trevin Giles             | KO (puñetazo)                    | UFC Fight Night: Hermansson vs. Pyfer | 10 de febrero de 2024    | 2     | 4:03   | Las Vegas, Nevada     | Actuación de la Noche.                    |
| Victoria  | 17–6   | Mitch Ramirez            | TKO (golpes)                     | Dana White's Contender Series: Week 4 | 29 de agosto de 2023     | 2     | 1:14   | Las Vegas, Nevada     |                                           |
| Victoria  | 16–6   | Eduardo Ramon            | KO (rodillazo)                   | LFA 154                               | 10 de marzo de 2023      | 1     | 2:25   | Sao Paulo, Brasil     |                                           |
| Victoria  | 15–6   | Moacir Rocha             | KO (patada a la cabeza y golpes) | LFA 146                               | 4 de noviembre de 2022   | 1     | 4:15   | Sao Paulo, Brasil     |                                           |
| Victoria  | 14–6   | Charles Oliveira         | TKO (puñetazo)                   | SFT 37                                | 3 de septiembre de 2022  | 1     | 3:14   | Sao Paulo, Brasil     | Ganó el campeonato de Peso Welter de SFT. |
| Victoria  | 13–6   | Taffarel Brasil          | TKO (golpes y rodillazo)         | SFT 35                                | 11 de junio de 2022      | 2     | 1:52   | Sao Paulo, Brasil     |                                           |
| Victoria  | 12–6   | Alan Silva               | TKO (golpes)                     | SFT 32                                | 18 de diciembre de 2021  | 1     | 1:21   | Sao Paulo, Brasil     |                                           |
| Victoria  | 11–6   | Joseph Luciano           | Decisión (unánime)               | ONE Warrior Series 9                  | 4 de diciembre de 2019   | 3     | 5:00   | Singapur              |                                           |
| Derrota   | 10–6   | Gadjimurad Abdulaev      | Decisión (unánime)               | ONE Warrior Series 6                  | 20 de junio de 2019      | 3     | 5:00   | Singapur              |                                           |
| Victoria  | 10–5   | Gunther Kalunda Ngunza   | KO (patada al cuerpo)            | ONE Warrior Series 5                  | 25 de abril de 2019      | 2     | 4:45   | Singapur              |                                           |
| Victoria  | 9–5    | Kuerbanjiang Tuluosibake | TKO (golpes)                     | WLF W.A.R.S 30                        | 14 de diciembre de 2018  | 1     | 0:28   | Henan, China          |                                           |
| Victoria  | 8–5    | Jiang Tao                | TKO (golpes)                     | Chin Woo Men Stage 7                  | 7 de abril de 2017       | 2     | 2:35   | Guangzhou, China      |                                           |
| Derrota   | 7–5    | Mikhail Romanchuk        | TKO (golpes)                     | Chin Woo Men Stage 3                  | 7 de enero de 2017       | 1     | 2:03   | Guangzhou, China      |                                           |
| Victoria  | 7–4    | Jiming Sun               | Sumisión (rear-naked choke)      | Chin Woo Men Stage 1                  | 6 de noviembre de 2016   | 1     | 4:58   | Guangzhou, China      |                                           |
| Victoria  | 6–4    | Yousef Wehbe             | Sumisión (rear-naked choke)      | Full Metal Dojo 8                     | 10 de enero de 2016      | 2     | 2:56   | Phuket, Tailandia     |                                           |
| Derrota   | 5–4    | Ary Santos               | Sumisión (rear-naked choke)      | MMASH 6                               | 25 de octubre de 2014    | 1     | 3:24   | Sao Paulo, Brasil     |                                           |
| Victoria  | 5–3    | Bruno Pereira            | Sumisión (armbar)                | Strong Fight Combat                   | 14 de junio de 2014      | 3     | 2:13   | Sao Paulo, Brasil     |                                           |
| Derrota   | 4–3    | Claudiere Freitas        | Sumisión (triangle choke)        | Premium FC 3                          | 22 de noviembre de 2013  | 1     | 3:10   | Sao Paulo, Brasil     |                                           |
| Victoria  | 4–2    | Cosme Santos             | KO (patada al cuerpo)            | Brazil Combate 2                      | 10 de noviembre de 2013  | 1     | 2:21   | Sao Paulo, Brasil     |                                           |
| Derrota   | 3–2    | Diogo Cavalcanti         | Sumisión (heel hook)             | SFT 1                                 | 29 de septiembre de 2012 | 1     | 4:54   | Sao Paulo, Brasil     |                                           |
| Victoria  | 3–1    | Rodrigo Haro             | Decisión (mayoritaria)           | Detonic Fight 2                       | 11 de mayo de 2013       | 3     | 5:00   | Minas Gerais, Brasil  |                                           |
| Derrota   | 2–1    | Rafael Nunes             | TKO (retiro)                     | Max Fight 13                          | 13 de mayo de 2012       | 1     | 2:15   | Sao Paulo, Brasil     |                                           |
| Victoria  | 2–0    | Renato da Silva Jr.      | TKO (golpes)                     | Romani Fight Brasil 1                 | 24 de marzo de 2012      | 3     | 4:08   | Sao Paulo, Brasil     |                                           |
| Victoria  | 1–0    | Sergio Vieira            | TKO (golpes)                     | Max Fight 11                          | 17 de marzo de 2012      | 2     | 2:05   | Sao Paulo, Brasil     |                                           |